# Tour of Norway 2022
Tour of Norway 2022 – 11. edycja wyścigu kolarskiego Tour of Norway, która odbyła się w dniach od 24 do 29 maja 2022 na liczącej ponad 1036 kilometrów trasie składającej się z 6 etapów i biegnącej z Bergen do Stavanger. Impreza kategorii 2.Pro była częścią UCI ProSeries 2022.

## Etapy
| Etap | Data   | Start – Meta          | type        | Dystans (km) | Suma wzniesień (m) | Zwycięzca etapu    | Lider                      |
| ---- | ------ | --------------------- | ----------- | ------------ | ------------------ | ------------------ | -------------------------- |
| 1    | 24 maj | Bergen – Voss         | górzysty    | 173,6        | 2225 m             | Remco Evenepoel    | Remco Evenepoel            |
| 2    | 25 maj | Ulvik – Geilo         | pagórkowaty | 123,8        | 2421 m             | Ethan Hayter       | Tobias Halland Johannessen |
| 3    | 26 maj | Gol – Gaustatoppen    | górski      | 175,8        | 3371 m             | Remco Evenepoel    | Remco Evenepoel            |
| 4    | 27 maj | Hovden – Kristiansand | płaski      | 232,1        | 1655 m             | Marco Haller       | Remco Evenepoel            |
| 5    | 28 maj | Flekkefjord – Sandnes | pagórkowaty | 181,7        | 2781 m             | Remco Evenepoel    | Remco Evenepoel            |
| 6    | 29 maj | Stavanger – Stavanger | płaski      | 149,3        | 1231 m             | Alexander Kristoff | Remco Evenepoel            |

## Drużyny
| WorldTeams (9)- Bora-Hansgrohe - EF Education-EasyPost - Ineos Grenadiers - Intermarché-Wanty-Gobert Matériaux - Israel-Premier Tech - Jumbo-Visma - Quick-Step Alpha Vinyl - Team DSM - Trek-Segafredo ProTeams (6)- Alpecin-Fenix - Bardiani-CSF-Faizanè - Caja Rural-Seguros RGA - Human Powered Health - Sport Vlaanderen-Baloise - Uno-X Pro Cycling Team Continental teams (3)- Coop - Riwal - ColoQuick |
| |

## Wyniki etapów

### Etap 1
| Bergen - Voss | górzysty | (173,6 km) |

| \| Klasyfikacja etapu \| Klasyfikacja etapu \| Klasyfikacja etapu \| Klasyfikacja etapu \| Klasyfikacja etapu \| \| Kolarz \| Kolarz \| Państwo \| Drużyna \| Czas \| \| ------------------ \| -------------------------- \| ------------------ \| ---------------------------------- \| ------------------ \| \| 1. \| Remco Evenepoel \| Belgia \| Quick-Step Alpha Vinyl \| 4h 21' 31" \| \| 2. \| Tobias Halland Johannessen \| Norwegia \| Uno-X Pro Cycling Team \| + 0" \| \| 3. \| Eduard Prades \| Hiszpania \| Caja Rural-Seguros RGA \| + 2" \| \| 4. \| Lucas Plapp \| Australia \| Ineos Grenadiers \| + 3" \| \| 5. \| Ethan Hayter \| Wielka Brytania \| Ineos Grenadiers \| + 3" \| \| 6. \| Esteban Chaves \| Kolumbia \| EF Education-EasyPost \| + 5" \| \| 7. \| Gianluca Brambilla \| Włochy \| Trek-Segafredo \| + 5" \| \| 8. \| Mike Teunissen \| Holandia \| Jumbo-Visma \| + 5" \| \| 9. \| Cian Uijtdebroeks \| Belgia \| Bora-Hansgrohe \| + 5" \| \| 10. \| Laurens Huys \| Belgia \| Intermarché-Wanty-Gobert Matériaux \| + 5" \| |                            |                 |                                    |            |
| |                            |                 |                                    |            |
| Źródło: ProCyclingStats |                            |                 |                                    |            |
| Klasyfikacja etapu |                            |                 |                                    |            |
| Kolarz | Kolarz                     | Państwo         | Drużyna                            | Czas       |
| 1. | Remco Evenepoel            | Belgia          | Quick-Step Alpha Vinyl             | 4h 21' 31" |
| 2. | Tobias Halland Johannessen | Norwegia        | Uno-X Pro Cycling Team             | + 0"       |
| 3. | Eduard Prades              | Hiszpania       | Caja Rural-Seguros RGA             | + 2"       |
| 4. | Lucas Plapp                | Australia       | Ineos Grenadiers                   | + 3"       |
| 5. | Ethan Hayter               | Wielka Brytania | Ineos Grenadiers                   | + 3"       |
| 6. | Esteban Chaves             | Kolumbia        | EF Education-EasyPost              | + 5"       |
| 7. | Gianluca Brambilla         | Włochy          | Trek-Segafredo                     | + 5"       |
| 8. | Mike Teunissen             | Holandia        | Jumbo-Visma                        | + 5"       |
| 9. | Cian Uijtdebroeks          | Belgia          | Bora-Hansgrohe                     | + 5"       |
| 10. | Laurens Huys               | Belgia          | Intermarché-Wanty-Gobert Matériaux | + 5"       |

| \| Klasyfikacja generalna \| Klasyfikacja generalna \| Klasyfikacja generalna \| Klasyfikacja generalna \| Klasyfikacja generalna \| \| Kolarz \| Kolarz \| Państwo \| Drużyna \| Czas \| \| ---------------------- \| -------------------------- \| ---------------------- \| ---------------------------------- \| ---------------------- \| \| 1. \| Remco Evenepoel \| Belgia \| Quick-Step Alpha Vinyl \| 4h 21' 21" \| \| 2. \| Tobias Halland Johannessen \| Norwegia \| Uno-X Pro Cycling Team \| + 4" \| \| 3. \| Eduard Prades \| Hiszpania \| Caja Rural-Seguros RGA \| + 8" \| \| 4. \| Lucas Plapp \| Australia \| Ineos Grenadiers \| + 13" \| \| 5. \| Ethan Hayter \| Wielka Brytania \| Ineos Grenadiers \| + 13" \| \| 6. \| Esteban Chaves \| Kolumbia \| EF Education-EasyPost \| + 15" \| \| 7. \| Gianluca Brambilla \| Włochy \| Trek-Segafredo \| + 15" \| \| 8. \| Mike Teunissen \| Holandia \| Jumbo-Visma \| + 15" \| \| 9. \| Cian Uijtdebroeks \| Belgia \| Bora-Hansgrohe \| + 15" \| \| 10. \| Laurens Huys \| Belgia \| Intermarché-Wanty-Gobert Matériaux \| + 15" \| |                            |                 |                                    |            |
| |                            |                 |                                    |            |
| Źródło: ProCyclingStats |                            |                 |                                    |            |
| Klasyfikacja generalna |                            |                 |                                    |            |
| Kolarz | Kolarz                     | Państwo         | Drużyna                            | Czas       |
| 1. | Remco Evenepoel            | Belgia          | Quick-Step Alpha Vinyl             | 4h 21' 21" |
| 2. | Tobias Halland Johannessen | Norwegia        | Uno-X Pro Cycling Team             | + 4"       |
| 3. | Eduard Prades              | Hiszpania       | Caja Rural-Seguros RGA             | + 8"       |
| 4. | Lucas Plapp                | Australia       | Ineos Grenadiers                   | + 13"      |
| 5. | Ethan Hayter               | Wielka Brytania | Ineos Grenadiers                   | + 13"      |
| 6. | Esteban Chaves             | Kolumbia        | EF Education-EasyPost              | + 15"      |
| 7. | Gianluca Brambilla         | Włochy          | Trek-Segafredo                     | + 15"      |
| 8. | Mike Teunissen             | Holandia        | Jumbo-Visma                        | + 15"      |
| 9. | Cian Uijtdebroeks          | Belgia          | Bora-Hansgrohe                     | + 15"      |
| 10. | Laurens Huys               | Belgia          | Intermarché-Wanty-Gobert Matériaux | + 15"      |

### Etap 2
| Ulvik - Geilo | pagórkowaty | (123,8 km) |

| \| Klasyfikacja etapu \| Klasyfikacja etapu \| Klasyfikacja etapu \| Klasyfikacja etapu \| Klasyfikacja etapu \| \| Kolarz \| Kolarz \| Państwo \| Drużyna \| Czas \| \| ------------------ \| -------------------------- \| ------------------ \| ------------------------ \| ------------------ \| \| 1. \| Ethan Hayter \| Wielka Brytania \| Ineos Grenadiers \| 2h 53' 17" \| \| 2. \| Mike Teunissen \| Holandia \| Jumbo-Visma \| + 0" \| \| 3. \| Tobias Halland Johannessen \| Norwegia \| Uno-X Pro Cycling Team \| + 0" \| \| 4. \| Patrick Bevin \| Nowa Zelandia \| Israel-Premier Tech \| + 0" \| \| 5. \| Marco Haller \| Austria \| Bora-Hansgrohe \| + 0" \| \| 6. \| Kasper Asgreen \| Dania \| Quick-Step Alpha Vinyl \| + 0" \| \| 7. \| Aaron Van Poucke \| Belgia \| Sport Vlaanderen-Baloise \| + 0" \| \| 8. \| Jonas Gregaard \| Dania \| Uno-X Pro Cycling Team \| + 0" \| \| 9. \| Lucas Plapp \| Australia \| Ineos Grenadiers \| + 0" \| \| 10. \| Timo Roosen \| Holandia \| Jumbo-Visma \| + 0" \| |                            |                 |                          |            |
| |                            |                 |                          |            |
| Źródło: ProCyclingStats |                            |                 |                          |            |
| Klasyfikacja etapu |                            |                 |                          |            |
| Kolarz | Kolarz                     | Państwo         | Drużyna                  | Czas       |
| 1. | Ethan Hayter               | Wielka Brytania | Ineos Grenadiers         | 2h 53' 17" |
| 2. | Mike Teunissen             | Holandia        | Jumbo-Visma              | + 0"       |
| 3. | Tobias Halland Johannessen | Norwegia        | Uno-X Pro Cycling Team   | + 0"       |
| 4. | Patrick Bevin              | Nowa Zelandia   | Israel-Premier Tech      | + 0"       |
| 5. | Marco Haller               | Austria         | Bora-Hansgrohe           | + 0"       |
| 6. | Kasper Asgreen             | Dania           | Quick-Step Alpha Vinyl   | + 0"       |
| 7. | Aaron Van Poucke           | Belgia          | Sport Vlaanderen-Baloise | + 0"       |
| 8. | Jonas Gregaard             | Dania           | Uno-X Pro Cycling Team   | + 0"       |
| 9. | Lucas Plapp                | Australia       | Ineos Grenadiers         | + 0"       |
| 10. | Timo Roosen                | Holandia        | Jumbo-Visma              | + 0"       |

| \| Klasyfikacja generalna \| Klasyfikacja generalna \| Klasyfikacja generalna \| Klasyfikacja generalna \| Klasyfikacja generalna \| \| Kolarz \| Kolarz \| Państwo \| Drużyna \| Czas \| \| ---------------------- \| -------------------------- \| ---------------------- \| ---------------------- \| ---------------------- \| \| 1. \| Tobias Halland Johannessen \| Norwegia \| Uno-X Pro Cycling Team \| 7h 14' 37" \| \| 2. \| Ethan Hayter \| Wielka Brytania \| Ineos Grenadiers \| + 1" \| \| 3. \| Remco Evenepoel \| Belgia \| Quick-Step Alpha Vinyl \| + 1" \| \| 4. \| Mike Teunissen \| Holandia \| Jumbo-Visma \| + 10" \| \| 5. \| Lucas Plapp \| Australia \| Ineos Grenadiers \| + 14" \| \| 6. \| Carl Fredrik Hagen \| Norwegia \| Israel-Premier Tech \| + 16" \| \| 7. \| Tao Geoghegan Hart \| Wielka Brytania \| Ineos Grenadiers \| + 16" \| \| 8. \| Jay Vine \| Australia \| Alpecin-Fenix \| + 16" \| \| 9. \| Patrick Bevin \| Nowa Zelandia \| Israel-Premier Tech \| + 26" \| \| 10. \| Marco Brenner \| Niemcy \| Team DSM \| + 26" \| |                            |                 |                        |            |
| |                            |                 |                        |            |
| Źródło: ProCyclingStats |                            |                 |                        |            |
| Klasyfikacja generalna |                            |                 |                        |            |
| Kolarz | Kolarz                     | Państwo         | Drużyna                | Czas       |
| 1. | Tobias Halland Johannessen | Norwegia        | Uno-X Pro Cycling Team | 7h 14' 37" |
| 2. | Ethan Hayter               | Wielka Brytania | Ineos Grenadiers       | + 1"       |
| 3. | Remco Evenepoel            | Belgia          | Quick-Step Alpha Vinyl | + 1"       |
| 4. | Mike Teunissen             | Holandia        | Jumbo-Visma            | + 10"      |
| 5. | Lucas Plapp                | Australia       | Ineos Grenadiers       | + 14"      |
| 6. | Carl Fredrik Hagen         | Norwegia        | Israel-Premier Tech    | + 16"      |
| 7. | Tao Geoghegan Hart         | Wielka Brytania | Ineos Grenadiers       | + 16"      |
| 8. | Jay Vine                   | Australia       | Alpecin-Fenix          | + 16"      |
| 9. | Patrick Bevin              | Nowa Zelandia   | Israel-Premier Tech    | + 26"      |
| 10. | Marco Brenner              | Niemcy          | Team DSM               | + 26"      |

### Etap 3
| Gol - Gaustatoppen | górski | (175,8 km) |

| \| Klasyfikacja etapu \| Klasyfikacja etapu \| Klasyfikacja etapu \| Klasyfikacja etapu \| Klasyfikacja etapu \| \| Kolarz \| Kolarz \| Państwo \| Drużyna \| Czas \| \| ------------------ \| -------------------------- \| ------------------ \| ---------------------------------- \| ------------------ \| \| 1. \| Remco Evenepoel \| Belgia \| Quick-Step Alpha Vinyl \| 4h 40' 07" \| \| 2. \| Jay Vine \| Australia \| Alpecin-Fenix \| + 27" \| \| 3. \| Lucas Plapp \| Australia \| Ineos Grenadiers \| + 1' 05" \| \| 4. \| Tobias Halland Johannessen \| Norwegia \| Uno-X Pro Cycling Team \| + 1' 21" \| \| 5. \| Laurens Huys \| Belgia \| Intermarché-Wanty-Gobert Matériaux \| + 1' 21" \| \| 6. \| Cian Uijtdebroeks \| Belgia \| Bora-Hansgrohe \| + 1' 23" \| \| 7. \| Esteban Chaves \| Kolumbia \| EF Education-EasyPost \| + 1' 24" \| \| 8. \| Marco Brenner \| Niemcy \| Team DSM \| + 1' 41" \| \| 9. \| Magnus Sheffield \| Stany Zjednoczone \| Ineos Grenadiers \| + 1' 56" \| \| 10. \| Tao Geoghegan Hart \| Wielka Brytania \| Ineos Grenadiers \| + 1' 56" \| |                            |                   |                                    |            |
| |                            |                   |                                    |            |
| Źródło: ProCyclingStats |                            |                   |                                    |            |
| Klasyfikacja etapu |                            |                   |                                    |            |
| Kolarz | Kolarz                     | Państwo           | Drużyna                            | Czas       |
| 1. | Remco Evenepoel            | Belgia            | Quick-Step Alpha Vinyl             | 4h 40' 07" |
| 2. | Jay Vine                   | Australia         | Alpecin-Fenix                      | + 27"      |
| 3. | Lucas Plapp                | Australia         | Ineos Grenadiers                   | + 1' 05"   |
| 4. | Tobias Halland Johannessen | Norwegia          | Uno-X Pro Cycling Team             | + 1' 21"   |
| 5. | Laurens Huys               | Belgia            | Intermarché-Wanty-Gobert Matériaux | + 1' 21"   |
| 6. | Cian Uijtdebroeks          | Belgia            | Bora-Hansgrohe                     | + 1' 23"   |
| 7. | Esteban Chaves             | Kolumbia          | EF Education-EasyPost              | + 1' 24"   |
| 8. | Marco Brenner              | Niemcy            | Team DSM                           | + 1' 41"   |
| 9. | Magnus Sheffield           | Stany Zjednoczone | Ineos Grenadiers                   | + 1' 56"   |
| 10. | Tao Geoghegan Hart         | Wielka Brytania   | Ineos Grenadiers                   | + 1' 56"   |

| \| Klasyfikacja generalna \| Klasyfikacja generalna \| Klasyfikacja generalna \| Klasyfikacja generalna \| Klasyfikacja generalna \| \| Kolarz \| Kolarz \| Państwo \| Drużyna \| Czas \| \| ---------------------- \| -------------------------- \| ---------------------- \| ---------------------------------- \| ---------------------- \| \| 1. \| Remco Evenepoel \| Belgia \| Quick-Step Alpha Vinyl \| 11h 54' 35" \| \| 2. \| Jay Vine \| Australia \| Alpecin-Fenix \| + 46" \| \| 3. \| Lucas Plapp \| Australia \| Ineos Grenadiers \| + 1' 24" \| \| 4. \| Tobias Halland Johannessen \| Norwegia \| Uno-X Pro Cycling Team \| + 1' 30" \| \| 5. \| Marco Brenner \| Niemcy \| Team DSM \| + 2' 16" \| \| 6. \| Tao Geoghegan Hart \| Wielka Brytania \| Ineos Grenadiers \| + 2' 21" \| \| 7. \| Patrick Bevin \| Nowa Zelandia \| Israel-Premier Tech \| + 2' 41" \| \| 8. \| Magnus Sheffield \| Stany Zjednoczone \| Ineos Grenadiers \| + 2' 41" \| \| 9. \| Laurens Huys \| Belgia \| Intermarché-Wanty-Gobert Matériaux \| + 2' 44" \| \| 10. \| Cian Uijtdebroeks \| Belgia \| Bora-Hansgrohe \| + 2' 46" \| |                            |                   |                                    |             |
| |                            |                   |                                    |             |
| Źródło: ProCyclingStats |                            |                   |                                    |             |
| Klasyfikacja generalna |                            |                   |                                    |             |
| Kolarz | Kolarz                     | Państwo           | Drużyna                            | Czas        |
| 1. | Remco Evenepoel            | Belgia            | Quick-Step Alpha Vinyl             | 11h 54' 35" |
| 2. | Jay Vine                   | Australia         | Alpecin-Fenix                      | + 46"       |
| 3. | Lucas Plapp                | Australia         | Ineos Grenadiers                   | + 1' 24"    |
| 4. | Tobias Halland Johannessen | Norwegia          | Uno-X Pro Cycling Team             | + 1' 30"    |
| 5. | Marco Brenner              | Niemcy            | Team DSM                           | + 2' 16"    |
| 6. | Tao Geoghegan Hart         | Wielka Brytania   | Ineos Grenadiers                   | + 2' 21"    |
| 7. | Patrick Bevin              | Nowa Zelandia     | Israel-Premier Tech                | + 2' 41"    |
| 8. | Magnus Sheffield           | Stany Zjednoczone | Ineos Grenadiers                   | + 2' 41"    |
| 9. | Laurens Huys               | Belgia            | Intermarché-Wanty-Gobert Matériaux | + 2' 44"    |
| 10. | Cian Uijtdebroeks          | Belgia            | Bora-Hansgrohe                     | + 2' 46"    |

### Etap 4
| Hovden - Kristiansand | płaski | (232,1 km) |

| \| Klasyfikacja etapu \| Klasyfikacja etapu \| Klasyfikacja etapu \| Klasyfikacja etapu \| Klasyfikacja etapu \| \| Kolarz \| Kolarz \| Państwo \| Drużyna \| Czas \| \| ------------------ \| ------------------ \| ------------------ \| ---------------------------------- \| ------------------ \| \| 1. \| Marco Haller \| Austria \| Bora-Hansgrohe \| 5h 02' 21" \| \| 2. \| Ethan Vernon \| Wielka Brytania \| Quick-Step Alpha Vinyl \| + 0" \| \| 3. \| Alexander Kristoff \| Norwegia \| Intermarché-Wanty-Gobert Matériaux \| + 0" \| \| 4. \| Tom Van Asbroeck \| Belgia \| Israel-Premier Tech \| + 0" \| \| 5. \| Mike Teunissen \| Holandia \| Jumbo-Visma \| + 0" \| \| 6. \| Filippo Fiorelli \| Włochy \| Bardiani CSF Faizanè \| + 0" \| \| 7. \| Mads Pedersen \| Dania \| Trek-Segafredo \| + 0" \| \| 8. \| Martijn Budding \| Holandia \| Riwal Cycling Team \| + 0" \| \| 9. \| Eduard Prades \| Hiszpania \| Caja Rural-Seguros RGA \| + 0" \| \| 10. \| Corbin Strong \| Nowa Zelandia \| Israel-Premier Tech \| + 0" \| |                    |                 |                                    |            |
| |                    |                 |                                    |            |
| Źródło: ProCyclingStats |                    |                 |                                    |            |
| Klasyfikacja etapu |                    |                 |                                    |            |
| Kolarz | Kolarz             | Państwo         | Drużyna                            | Czas       |
| 1. | Marco Haller       | Austria         | Bora-Hansgrohe                     | 5h 02' 21" |
| 2. | Ethan Vernon       | Wielka Brytania | Quick-Step Alpha Vinyl             | + 0"       |
| 3. | Alexander Kristoff | Norwegia        | Intermarché-Wanty-Gobert Matériaux | + 0"       |
| 4. | Tom Van Asbroeck   | Belgia          | Israel-Premier Tech                | + 0"       |
| 5. | Mike Teunissen     | Holandia        | Jumbo-Visma                        | + 0"       |
| 6. | Filippo Fiorelli   | Włochy          | Bardiani CSF Faizanè               | + 0"       |
| 7. | Mads Pedersen      | Dania           | Trek-Segafredo                     | + 0"       |
| 8. | Martijn Budding    | Holandia        | Riwal Cycling Team                 | + 0"       |
| 9. | Eduard Prades      | Hiszpania       | Caja Rural-Seguros RGA             | + 0"       |
| 10. | Corbin Strong      | Nowa Zelandia   | Israel-Premier Tech                | + 0"       |

| \| Klasyfikacja generalna \| Klasyfikacja generalna \| Klasyfikacja generalna \| Klasyfikacja generalna \| Klasyfikacja generalna \| \| Kolarz \| Kolarz \| Państwo \| Drużyna \| Czas \| \| ---------------------- \| -------------------------- \| ---------------------- \| ---------------------------------- \| ---------------------- \| \| 1. \| Remco Evenepoel \| Belgia \| Quick-Step Alpha Vinyl \| 16h 56' 56" \| \| 2. \| Jay Vine \| Australia \| Alpecin-Fenix \| + 46" \| \| 3. \| Lucas Plapp \| Australia \| Ineos Grenadiers \| + 1' 04" \| \| 4. \| Tobias Halland Johannessen \| Norwegia \| Uno-X Pro Cycling Team \| + 1' 30" \| \| 5. \| Tao Geoghegan Hart \| Wielka Brytania \| Ineos Grenadiers \| + 2' 21" \| \| 6. \| Magnus Sheffield \| Stany Zjednoczone \| Ineos Grenadiers \| + 2' 41" \| \| 7. \| Laurens Huys \| Belgia \| Intermarché-Wanty-Gobert Matériaux \| + 2' 44" \| \| 8. \| Cian Uijtdebroeks \| Belgia \| Bora-Hansgrohe \| + 2' 46" \| \| 9. \| Esteban Chaves \| Kolumbia \| EF Education-EasyPost \| + 2' 47" \| \| 10. \| Carl Fredrik Hagen \| Norwegia \| Israel-Premier Tech \| + 3' 05" \| |                            |                   |                                    |             |
| |                            |                   |                                    |             |
| Źródło: ProCyclingStats |                            |                   |                                    |             |
| Klasyfikacja generalna |                            |                   |                                    |             |
| Kolarz | Kolarz                     | Państwo           | Drużyna                            | Czas        |
| 1. | Remco Evenepoel            | Belgia            | Quick-Step Alpha Vinyl             | 16h 56' 56" |
| 2. | Jay Vine                   | Australia         | Alpecin-Fenix                      | + 46"       |
| 3. | Lucas Plapp                | Australia         | Ineos Grenadiers                   | + 1' 04"    |
| 4. | Tobias Halland Johannessen | Norwegia          | Uno-X Pro Cycling Team             | + 1' 30"    |
| 5. | Tao Geoghegan Hart         | Wielka Brytania   | Ineos Grenadiers                   | + 2' 21"    |
| 6. | Magnus Sheffield           | Stany Zjednoczone | Ineos Grenadiers                   | + 2' 41"    |
| 7. | Laurens Huys               | Belgia            | Intermarché-Wanty-Gobert Matériaux | + 2' 44"    |
| 8. | Cian Uijtdebroeks          | Belgia            | Bora-Hansgrohe                     | + 2' 46"    |
| 9. | Esteban Chaves             | Kolumbia          | EF Education-EasyPost              | + 2' 47"    |
| 10. | Carl Fredrik Hagen         | Norwegia          | Israel-Premier Tech                | + 3' 05"    |

### Etap 5
| Flekkefjord - Sandnes | pagórkowaty | (181,7 km) |

| \| Klasyfikacja etapu \| Klasyfikacja etapu \| Klasyfikacja etapu \| Klasyfikacja etapu \| Klasyfikacja etapu \| \| Kolarz \| Kolarz \| Państwo \| Drużyna \| Czas \| \| ------------------ \| -------------------------- \| ------------------ \| ---------------------------------- \| ------------------ \| \| 1. \| Remco Evenepoel \| Belgia \| Quick-Step Alpha Vinyl \| 4h 53' 33" \| \| 2. \| Tobias Halland Johannessen \| Norwegia \| Uno-X Pro Cycling Team \| + 0" \| \| 3. \| Lucas Plapp \| Australia \| Ineos Grenadiers \| + 0" \| \| 4. \| Jay Vine \| Australia \| Alpecin-Fenix \| + 0" \| \| 5. \| Ben Healy \| Irlandia \| EF Education-EasyPost \| + 0" \| \| 6. \| Magnus Sheffield \| Stany Zjednoczone \| Ineos Grenadiers \| + 0" \| \| 7. \| Laurens Huys \| Belgia \| Intermarché-Wanty-Gobert Matériaux \| + 0" \| \| 8. \| Cian Uijtdebroeks \| Belgia \| Bora-Hansgrohe \| + 0" \| \| 9. \| Mike Teunissen \| Holandia \| Jumbo-Visma \| + 5" \| \| 10. \| Filippo Fiorelli \| Włochy \| Bardiani CSF Faizanè \| + 5" \| |                            |                   |                                    |            |
| |                            |                   |                                    |            |
| Źródło: ProCyclingStats |                            |                   |                                    |            |
| Klasyfikacja etapu |                            |                   |                                    |            |
| Kolarz | Kolarz                     | Państwo           | Drużyna                            | Czas       |
| 1. | Remco Evenepoel            | Belgia            | Quick-Step Alpha Vinyl             | 4h 53' 33" |
| 2. | Tobias Halland Johannessen | Norwegia          | Uno-X Pro Cycling Team             | + 0"       |
| 3. | Lucas Plapp                | Australia         | Ineos Grenadiers                   | + 0"       |
| 4. | Jay Vine                   | Australia         | Alpecin-Fenix                      | + 0"       |
| 5. | Ben Healy                  | Irlandia          | EF Education-EasyPost              | + 0"       |
| 6. | Magnus Sheffield           | Stany Zjednoczone | Ineos Grenadiers                   | + 0"       |
| 7. | Laurens Huys               | Belgia            | Intermarché-Wanty-Gobert Matériaux | + 0"       |
| 8. | Cian Uijtdebroeks          | Belgia            | Bora-Hansgrohe                     | + 0"       |
| 9. | Mike Teunissen             | Holandia          | Jumbo-Visma                        | + 5"       |
| 10. | Filippo Fiorelli           | Włochy            | Bardiani CSF Faizanè               | + 5"       |

| \| Klasyfikacja generalna \| Klasyfikacja generalna \| Klasyfikacja generalna \| Klasyfikacja generalna \| Klasyfikacja generalna \| \| Kolarz \| Kolarz \| Państwo \| Drużyna \| Czas \| \| ---------------------- \| -------------------------- \| ---------------------- \| ---------------------------------- \| ---------------------- \| \| 1. \| Remco Evenepoel \| Belgia \| Quick-Step Alpha Vinyl \| 21h 50' 19" \| \| 2. \| Jay Vine \| Australia \| Alpecin-Fenix \| + 56" \| \| 3. \| Lucas Plapp \| Australia \| Ineos Grenadiers \| + 1' 30" \| \| 4. \| Tobias Halland Johannessen \| Norwegia \| Uno-X Pro Cycling Team \| + 1' 34" \| \| 5. \| Tao Geoghegan Hart \| Wielka Brytania \| Ineos Grenadiers \| + 2' 36" \| \| 6. \| Magnus Sheffield \| Stany Zjednoczone \| Ineos Grenadiers \| + 2' 51" \| \| 7. \| Laurens Huys \| Belgia \| Intermarché-Wanty-Gobert Matériaux \| + 2' 54" \| \| 8. \| Cian Uijtdebroeks \| Belgia \| Bora-Hansgrohe \| + 2' 56" \| \| 9. \| Esteban Chaves \| Kolumbia \| EF Education-EasyPost \| + 3' 02" \| \| 10. \| Carl Fredrik Hagen \| Norwegia \| Israel-Premier Tech \| + 3' 20" \| |                            |                   |                                    |             |
| |                            |                   |                                    |             |
| Źródło: ProCyclingStats |                            |                   |                                    |             |
| Klasyfikacja generalna |                            |                   |                                    |             |
| Kolarz | Kolarz                     | Państwo           | Drużyna                            | Czas        |
| 1. | Remco Evenepoel            | Belgia            | Quick-Step Alpha Vinyl             | 21h 50' 19" |
| 2. | Jay Vine                   | Australia         | Alpecin-Fenix                      | + 56"       |
| 3. | Lucas Plapp                | Australia         | Ineos Grenadiers                   | + 1' 30"    |
| 4. | Tobias Halland Johannessen | Norwegia          | Uno-X Pro Cycling Team             | + 1' 34"    |
| 5. | Tao Geoghegan Hart         | Wielka Brytania   | Ineos Grenadiers                   | + 2' 36"    |
| 6. | Magnus Sheffield           | Stany Zjednoczone | Ineos Grenadiers                   | + 2' 51"    |
| 7. | Laurens Huys               | Belgia            | Intermarché-Wanty-Gobert Matériaux | + 2' 54"    |
| 8. | Cian Uijtdebroeks          | Belgia            | Bora-Hansgrohe                     | + 2' 56"    |
| 9. | Esteban Chaves             | Kolumbia          | EF Education-EasyPost              | + 3' 02"    |
| 10. | Carl Fredrik Hagen         | Norwegia          | Israel-Premier Tech                | + 3' 20"    |

### Etap 6
| Stavanger - Stavanger | płaski | (149,3 km) |

| \| Klasyfikacja etapu \| Klasyfikacja etapu \| Klasyfikacja etapu \| Klasyfikacja etapu \| Klasyfikacja etapu \| \| Kolarz \| Kolarz \| Państwo \| Drużyna \| Czas \| \| ------------------ \| ------------------ \| ------------------ \| ---------------------------------- \| ------------------ \| \| 1. \| Alexander Kristoff \| Norwegia \| Intermarché-Wanty-Gobert Matériaux \| 3h 28' 52" \| \| 2. \| Ethan Hayter \| Wielka Brytania \| Ineos Grenadiers \| + 0" \| \| 3. \| Mads Pedersen \| Dania \| Trek-Segafredo \| + 0" \| \| 4. \| Timo Kielich \| Belgia \| Alpecin-Fenix \| + 0" \| \| 5. \| Filippo Fiorelli \| Włochy \| Bardiani CSF Faizanè \| + 0" \| \| 6. \| Timo Roosen \| Holandia \| Jumbo-Visma \| + 0" \| \| 7. \| Mike Teunissen \| Holandia \| Jumbo-Visma \| + 0" \| \| 8. \| Jenno Berckmoes \| Belgia \| Sport Vlaanderen-Baloise \| + 0" \| \| 9. \| Niklas Märkl \| Niemcy \| Team DSM \| + 0" \| \| 10. \| Martijn Budding \| Holandia \| Riwal Cycling Team \| + 0" \| |                    |                 |                                    |            |
| |                    |                 |                                    |            |
| Źródło: ProCyclingStats |                    |                 |                                    |            |
| Klasyfikacja etapu |                    |                 |                                    |            |
| Kolarz | Kolarz             | Państwo         | Drużyna                            | Czas       |
| 1. | Alexander Kristoff | Norwegia        | Intermarché-Wanty-Gobert Matériaux | 3h 28' 52" |
| 2. | Ethan Hayter       | Wielka Brytania | Ineos Grenadiers                   | + 0"       |
| 3. | Mads Pedersen      | Dania           | Trek-Segafredo                     | + 0"       |
| 4. | Timo Kielich       | Belgia          | Alpecin-Fenix                      | + 0"       |
| 5. | Filippo Fiorelli   | Włochy          | Bardiani CSF Faizanè               | + 0"       |
| 6. | Timo Roosen        | Holandia        | Jumbo-Visma                        | + 0"       |
| 7. | Mike Teunissen     | Holandia        | Jumbo-Visma                        | + 0"       |
| 8. | Jenno Berckmoes    | Belgia          | Sport Vlaanderen-Baloise           | + 0"       |
| 9. | Niklas Märkl       | Niemcy          | Team DSM                           | + 0"       |
| 10. | Martijn Budding    | Holandia        | Riwal Cycling Team                 | + 0"       |

## Klasyfikacje

### Klasyfikacja generalna
| \| Klasyfikacja generalna \| Klasyfikacja generalna \| Klasyfikacja generalna \| Klasyfikacja generalna \| Klasyfikacja generalna \| \| Kolarz \| Kolarz \| Państwo \| Drużyna \| Czas \| \| ---------------------- \| -------------------------- \| ---------------------- \| ---------------------------------- \| ---------------------- \| \| 1. \| Remco Evenepoel \| Belgia \| Quick-Step Alpha Vinyl \| 25h 19' 11" \| \| 2. \| Jay Vine \| Australia \| Alpecin-Fenix \| + 56" \| \| 3. \| Lucas Plapp \| Australia \| Ineos Grenadiers \| + 1' 30" \| \| 4. \| Tobias Halland Johannessen \| Norwegia \| Uno-X Pro Cycling Team \| + 1' 34" \| \| 5. \| Tao Geoghegan Hart \| Wielka Brytania \| Ineos Grenadiers \| + 2' 36" \| \| 6. \| Magnus Sheffield \| Stany Zjednoczone \| Ineos Grenadiers \| + 2' 51" \| \| 7. \| Laurens Huys \| Belgia \| Intermarché-Wanty-Gobert Matériaux \| + 2' 54" \| \| 8. \| Cian Uijtdebroeks \| Belgia \| Bora-Hansgrohe \| + 2' 56" \| \| 9. \| Esteban Chaves \| Kolumbia \| EF Education-EasyPost \| + 3' 02" \| \| 10. \| Carl Fredrik Hagen \| Norwegia \| Israel-Premier Tech \| + 3' 20" \| |                            |                   |                                    |             |
| |                            |                   |                                    |             |
| Źródło: ProCyclingStats |                            |                   |                                    |             |
| Klasyfikacja generalna |                            |                   |                                    |             |
| Kolarz | Kolarz                     | Państwo           | Drużyna                            | Czas        |
| 1. | Remco Evenepoel            | Belgia            | Quick-Step Alpha Vinyl             | 25h 19' 11" |
| 2. | Jay Vine                   | Australia         | Alpecin-Fenix                      | + 56"       |
| 3. | Lucas Plapp                | Australia         | Ineos Grenadiers                   | + 1' 30"    |
| 4. | Tobias Halland Johannessen | Norwegia          | Uno-X Pro Cycling Team             | + 1' 34"    |
| 5. | Tao Geoghegan Hart         | Wielka Brytania   | Ineos Grenadiers                   | + 2' 36"    |
| 6. | Magnus Sheffield           | Stany Zjednoczone | Ineos Grenadiers                   | + 2' 51"    |
| 7. | Laurens Huys               | Belgia            | Intermarché-Wanty-Gobert Matériaux | + 2' 54"    |
| 8. | Cian Uijtdebroeks          | Belgia            | Bora-Hansgrohe                     | + 2' 56"    |
| 9. | Esteban Chaves             | Kolumbia          | EF Education-EasyPost              | + 3' 02"    |
| 10. | Carl Fredrik Hagen         | Norwegia          | Israel-Premier Tech                | + 3' 20"    |

| Klasyfikacja punktowa | Klasyfikacja punktowa      | Klasyfikacja punktowa | Klasyfikacja punktowa              | Klasyfikacja punktowa |
| Kolarz                | Kolarz                     | Państwo               | Drużyna                            | Punkty                |
| --------------------- | -------------------------- | --------------------- | ---------------------------------- | --------------------- |
| 1.                    | Tobias Halland Johannessen | Norwegia              | Uno-X Pro Cycling Team             | 58 pkt                |
| 2.                    | Lucas Plapp                | Australia             | Ineos Grenadiers                   | 50 pkt                |
| 3.                    | Mike Teunissen             | Holandia              | Jumbo-Visma                        | 49 pkt                |
| 4.                    | Remco Evenepoel            | Belgia                | Quick-Step Alpha Vinyl             | 48 pkt                |
| 5.                    | Ethan Hayter               | Wielka Brytania       | Ineos Grenadiers                   | 36 pkt                |
| 6.                    | Marco Haller               | Austria               | Bora-Hansgrohe                     | 31 pkt                |
| 7.                    | Alexander Kristoff         | Norwegia              | Intermarché-Wanty-Gobert Matériaux | 30 pkt                |
| 8.                    | Filippo Fiorelli           | Włochy                | Bardiani CSF Faizanè               | 30 pkt                |
| 9.                    | Jay Vine                   | Australia             | Alpecin-Fenix                      | 28 pkt                |
| 10.                   | Ethan Hayter               | Wielka Brytania       | Ineos Grenadiers                   | 28 pkt                |

| Klasyfikacja punktowa | Klasyfikacja punktowa      | Klasyfikacja punktowa | Klasyfikacja punktowa              | Klasyfikacja punktowa |
| Kolarz                | Kolarz                     | Państwo               | Drużyna                            | Punkty                |
| --------------------- | -------------------------- | --------------------- | ---------------------------------- | --------------------- |
| 1.                    | Tobias Halland Johannessen | Norwegia              | Uno-X Pro Cycling Team             | 58 pkt                |
| 2.                    | Lucas Plapp                | Australia             | Ineos Grenadiers                   | 50 pkt                |
| 3.                    | Mike Teunissen             | Holandia              | Jumbo-Visma                        | 49 pkt                |
| 4.                    | Remco Evenepoel            | Belgia                | Quick-Step Alpha Vinyl             | 48 pkt                |
| 5.                    | Ethan Hayter               | Wielka Brytania       | Ineos Grenadiers                   | 36 pkt                |
| 6.                    | Marco Haller               | Austria               | Bora-Hansgrohe                     | 31 pkt                |
| 7.                    | Alexander Kristoff         | Norwegia              | Intermarché-Wanty-Gobert Matériaux | 30 pkt                |
| 8.                    | Filippo Fiorelli           | Włochy                | Bardiani CSF Faizanè               | 30 pkt                |
| 9.                    | Jay Vine                   | Australia             | Alpecin-Fenix                      | 28 pkt                |
| 10.                   | Ethan Hayter               | Wielka Brytania       | Ineos Grenadiers                   | 28 pkt                |

| Klasyfikacja górska | Klasyfikacja górska        | Klasyfikacja górska | Klasyfikacja górska      | Klasyfikacja górska |
| Kolarz              | Kolarz                     | Państwo             | Drużyna                  | Punkty              |
| ------------------- | -------------------------- | ------------------- | ------------------------ | ------------------- |
| 1.                  | Joel Nicolau               | Hiszpania           | Caja Rural-Seguros RGA   | 32 pkt              |
| 2.                  | Remco Evenepoel            | Belgia              | Quick-Step Alpha Vinyl   | 20 pkt              |
| 3.                  | Ben Healy                  | Irlandia            | EF Education-EasyPost    | 15 pkt              |
| 4.                  | Tobias Halland Johannessen | Norwegia            | Uno-X Pro Cycling Team   | 15 pkt              |
| 5.                  | André Drege                | Norwegia            | Team Coop                | 14 pkt              |
| 6.                  | Embret Svestad-Bårdseng    | Norwegia            | Team Coop                | 14 pkt              |
| 7.                  | Håkon Aalrust              | Norwegia            | Team Coop                | 12 pkt              |
| 8.                  | Lucas Plapp                | Australia           | Ineos Grenadiers         | 11 pkt              |
| 9.                  | Lucas Eriksson             | Szwecja             | Riwal Cycling Team       | 11 pkt              |
| 10.                 | Aaron Van Poucke           | Belgia              | Sport Vlaanderen-Baloise | 10 pkt              |

| Klasyfikacja górska | Klasyfikacja górska        | Klasyfikacja górska | Klasyfikacja górska      | Klasyfikacja górska |
| Kolarz              | Kolarz                     | Państwo             | Drużyna                  | Punkty              |
| ------------------- | -------------------------- | ------------------- | ------------------------ | ------------------- |
| 1.                  | Joel Nicolau               | Hiszpania           | Caja Rural-Seguros RGA   | 32 pkt              |
| 2.                  | Remco Evenepoel            | Belgia              | Quick-Step Alpha Vinyl   | 20 pkt              |
| 3.                  | Ben Healy                  | Irlandia            | EF Education-EasyPost    | 15 pkt              |
| 4.                  | Tobias Halland Johannessen | Norwegia            | Uno-X Pro Cycling Team   | 15 pkt              |
| 5.                  | André Drege                | Norwegia            | Team Coop                | 14 pkt              |
| 6.                  | Embret Svestad-Bårdseng    | Norwegia            | Team Coop                | 14 pkt              |
| 7.                  | Håkon Aalrust              | Norwegia            | Team Coop                | 12 pkt              |
| 8.                  | Lucas Plapp                | Australia           | Ineos Grenadiers         | 11 pkt              |
| 9.                  | Lucas Eriksson             | Szwecja             | Riwal Cycling Team       | 11 pkt              |
| 10.                 | Aaron Van Poucke           | Belgia              | Sport Vlaanderen-Baloise | 10 pkt              |

| Klasyfikacja młodzieżowa | Klasyfikacja młodzieżowa | Klasyfikacja młodzieżowa | Klasyfikacja młodzieżowa | Klasyfikacja młodzieżowa |
| Kolarz                   | Kolarz                   | Państwo                  | Drużyna                  | Czas                     |
| ------------------------ | ------------------------ | ------------------------ | ------------------------ | ------------------------ |
| 1.                       | Remco Evenepoel          | Belgia                   | Quick-Step Alpha Vinyl   | 25h 00' 30"              |
| 2.                       | Lucas Plapp              | Australia                | Ineos Grenadiers         | + 1' 30"                 |
| 3.                       | Magnus Sheffield         | Stany Zjednoczone        | Ineos Grenadiers         | + 2' 51"                 |
| 4.                       | Cian Uijtdebroeks        | Belgia                   | Bora-Hansgrohe           | + 2' 56"                 |
| 5.                       | Embret Svestad-Bårdseng  | Norwegia                 | Team Coop                | + 8' 38"                 |
| 6.                       | Kevin Vermaerke          | Stany Zjednoczone        | Team DSM                 | + 8' 52"                 |
| 7.                       | Ben Healy                | Irlandia                 | EF Education-EasyPost    | + 13' 57"                |
| 8.                       | Michel Heßmann           | Niemcy                   | Jumbo-Visma              | + 19' 53"                |
| 9.                       | Corbin Strong            | Nowa Zelandia            | Israel-Premier Tech      | + 21' 38"                |
| 10.                      | Jenno Berckmoes          | Belgia                   | Sport Vlaanderen-Baloise | + 31' 55"                |

| Klasyfikacja młodzieżowa | Klasyfikacja młodzieżowa | Klasyfikacja młodzieżowa | Klasyfikacja młodzieżowa | Klasyfikacja młodzieżowa |
| Kolarz                   | Kolarz                   | Państwo                  | Drużyna                  | Czas                     |
| ------------------------ | ------------------------ | ------------------------ | ------------------------ | ------------------------ |
| 1.                       | Remco Evenepoel          | Belgia                   | Quick-Step Alpha Vinyl   | 25h 00' 30"              |
| 2.                       | Lucas Plapp              | Australia                | Ineos Grenadiers         | + 1' 30"                 |
| 3.                       | Magnus Sheffield         | Stany Zjednoczone        | Ineos Grenadiers         | + 2' 51"                 |
| 4.                       | Cian Uijtdebroeks        | Belgia                   | Bora-Hansgrohe           | + 2' 56"                 |
| 5.                       | Embret Svestad-Bårdseng  | Norwegia                 | Team Coop                | + 8' 38"                 |
| 6.                       | Kevin Vermaerke          | Stany Zjednoczone        | Team DSM                 | + 8' 52"                 |
| 7.                       | Ben Healy                | Irlandia                 | EF Education-EasyPost    | + 13' 57"                |
| 8.                       | Michel Heßmann           | Niemcy                   | Jumbo-Visma              | + 19' 53"                |
| 9.                       | Corbin Strong            | Nowa Zelandia            | Israel-Premier Tech      | + 21' 38"                |
| 10.                      | Jenno Berckmoes          | Belgia                   | Sport Vlaanderen-Baloise | + 31' 55"                |

| Klasyfikacja drużynowa | Klasyfikacja drużynowa | Klasyfikacja drużynowa | Klasyfikacja drużynowa |
| Drużyna                | Drużyna                | Państwo                | Czas                   |
| ---------------------- | ---------------------- | ---------------------- | ---------------------- |
| 1.                     | Ineos Grenadiers       | Wielka Brytania        | 76h 04' 16"            |
| 2.                     | Israel-Premier Tech    | Izrael                 | + 13' 25"              |
| 3.                     | Uno-X Pro Cycling Team | Norwegia               | + 15' 06"              |
| 4.                     | EF Education-EasyPost  | Stany Zjednoczone      | + 17' 51"              |
| 5.                     | Jumbo-Visma            | Holandia               | + 21' 48"              |

| Klasyfikacja drużynowa | Klasyfikacja drużynowa | Klasyfikacja drużynowa | Klasyfikacja drużynowa |
| Drużyna                | Drużyna                | Państwo                | Czas                   |
| ---------------------- | ---------------------- | ---------------------- | ---------------------- |
| 1.                     | Ineos Grenadiers       | Wielka Brytania        | 76h 04' 16"            |
| 2.                     | Israel-Premier Tech    | Izrael                 | + 13' 25"              |
| 3.                     | Uno-X Pro Cycling Team | Norwegia               | + 15' 06"              |
| 4.                     | EF Education-EasyPost  | Stany Zjednoczone      | + 17' 51"              |
| 5.                     | Jumbo-Visma            | Holandia               | + 21' 48"              |

### Liderzy klasyfikacji
| Etap   |             | Pierwsze miejsce _ | Klasyfikacja generalna     | Punktowa                   | Górska          | Młodzieżowa     | Drużynowa _      |
| ------ | ----------- | ------------------ | -------------------------- | -------------------------- | --------------- | --------------- | ---------------- |
| 1      | górzysty    | Remco Evenepoel    | Remco Evenepoel            | Remco Evenepoel            | Håkon Aalrust   | Remco Evenepoel | Ineos Grenadiers |
| 2      | pagórkowaty | Ethan Hayter       | Tobias Halland Johannessen | Ethan Hayter               | Håkon Aalrust   | Remco Evenepoel | Ineos Grenadiers |
| 3      | górski      | Remco Evenepoel    | Remco Evenepoel            | Tobias Halland Johannessen | Remco Evenepoel | Remco Evenepoel | Ineos Grenadiers |
| 4      | płaski      | Marco Haller       | Remco Evenepoel            | Tobias Halland Johannessen | Remco Evenepoel | Remco Evenepoel | Ineos Grenadiers |
| 5      | pagórkowaty | Remco Evenepoel    | Remco Evenepoel            | Tobias Halland Johannessen | Joel Nicolau    | Remco Evenepoel | Ineos Grenadiers |
| 6      | płaski      | Alexander Kristoff | Remco Evenepoel            | Tobias Halland Johannessen | Joel Nicolau    | Remco Evenepoel | Ineos Grenadiers |
| Koniec | Koniec      |                    | Remco Evenepoel            | Tobias Halland Johannessen | Joel Nicolau    | Remco Evenepoel | Ineos Grenadiers |